# 李颙 (成汉)
李颙（？—334年），中国五胡十六国时代成汉皇帝李班的儿子，李幽的兄弟。
334年，大成皇帝李雄把皇位传给侄子李班，李雄的儿子李期、李越不满，在李雄灵柩前杀害李班，随后又杀害李班的儿子李幽、李颙和李班的哥哥李都。